# Пуантис-Инар
Пуанти́с-Ина́р (фр. Pointis-Inard, окс. Puntís d'Inard) — коммуна во Франции, находится в регионе Юг — Пиренеи. Департамент — Верхняя Гаронна. Входит в состав кантона Сен-Годенс. Округ коммуны — Сен-Годенс.
Код INSEE коммуны — 31427.

## География

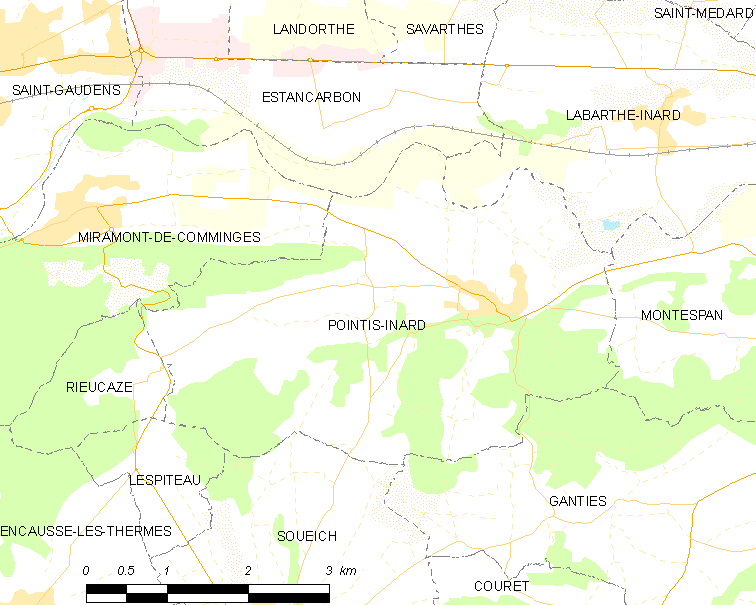
Карта коммуны

Коммуна расположена приблизительно в 660 км к югу от Парижа, в 80 км к юго-западу от Тулузы.
По территории коммуны протекают реки Гаронна и Жер, а также проходит канал Сен-Сернен.

## Климат
Климат умеренно-океанический. Зима мягкая и снежная, весна характеризуется сильными дождями и грозами, лето сухое и жаркое, осень солнечная. Преобладают сильные юго-восточные и северо-западные ветры.

## Население
Население коммуны на 2010 год составляло 829 человек.
| 1962 | 1968 | 1975 | 1982 | 1990 | 1999 | 2010 |
| ---- | ---- | ---- | ---- | ---- | ---- | ---- |
| 680  | 663  | 616  | 650  | 688  | 741  | 829  |

## Экономика
В 2010 году среди 503 человек трудоспособного возраста (15—64 лет) 373 были экономически активными, 130 — неактивными (показатель активности — 74,2 %, в 1999 году было 68,7 %). Из 373 активных жителей работали 332 человека (172 мужчины и 160 женщин), безработных было 41 (13 мужчин и 28 женщин). Среди 130 неактивных 24 человека были учениками или студентами, 64 — пенсионерами, 42 были неактивными по другим причинам.

## Достопримечательности
- Церковь Св. Сатурнина (XII век). Исторический памятник с 1979 года[4]